# Nemanja Protić
Nemanja Protić (in serbo Немања Протић?; Čačak, 13 agosto 1986) è un cestista serbo.

## Carriera
Con la Serbia universitaria ha disputato le Universiadi di Belgrado 2009.

## Palmarès
- Campionato macedone: 1

MZT Skopje: 2015-16
- Coppa di Serbia: 1

FMP Železnik: 2007
- Coppa di Macedonia: 1

MZT Skopje: 2016